# Cotycicuiara venezuelensis
Cotycicuiara venezuelensis är en skalbaggsart som beskrevs av Maria Helena M. Galileo och Martins 2008. Cotycicuiara venezuelensis ingår i släktet Cotycicuiara och familjen långhorningar.
Artens utbredningsområde är Venezuela. Inga underarter finns listade i Catalogue of Life.